# Medicinsk cannabis
Medicinsk cannabis är cannabis eller cannabisextrakt för medicinska ändamål. Dit räknas inte THC i syntetisk form eller andra syntetiska cannabinoider eftersom cannabis alltid är ett växtmaterial från växten hampa.[källa behövs]
Cannabisplantan har en lång historia som medicinalväxt och kan spåras till år 2737 f.Kr.
Cannabis har ett mycket brett användningsområde i medicinska sammanhang. Cannabis har exempelvis använts för lindring av illamående och kräkningar, aptitökning hos patienter som genomgår cellgiftbehandling eller som är sjuka i AIDS, sänkt tryck i ögonen hos glaukompatienter samt generell smärtlindring. Cannabis är särskilt användbart vid neuropatisk smärta, samt vid kronisk smärta.

## Smärtbehandling i sjukvården
Evidensen för smärtstillande effekter av cannabispreparat är klena eller saknas helt.:

## Juridisk status för medicinsk cannabis
Medicinskt användande av cannabis eller preparat som innehåller THC som aktiv substans är legaliserat i Kanada, Belgien, Australien, Nederländerna, Storbritannien, Spanien, Israel, Finland och vissa delstater i USA (rökning av växtdelar är olagligt enligt federal lag). I vissa fall krävs tillstånd för att få köpa läkemedlet.

### Sverige

#### Medicinsk cannabis
För att få marknadsföras som ett läkemedel i Sverige måste en ansökan inlämnas till Läkemedelsverket. Läkemedelsverket granskar den vetenskapliga dokumentationen (som kan omfatta stora mängder dokument) och avgör om produkten uppfyller lagstiftningens krav på ändamålsenlighet, effektivitet, säkerhet (vad gäller biverkningar) och kvalitet.
I Sverige finns få läkemedel som godkänts eller licensierats som läkemedel av Läkemedelsverket och kan förskrivas av behörig läkare. Dessa intas på andra sätt än genom rökning.
Sativex är ett cannabisbaserat preparat som godkänts av Läkemedelsverket. Det intas som en munspray. Det får av specialistläkare, under  tillsynsansvar av Läkemedelsverket, ordineras för behandling av vissa vuxna patienter med måttlig till allvarlig spasticitet orsakad av multipel skleros (MS) om andra mediciner inte lindrat symptomen. Rätt använd ger Savitex ger en låg dos av THC; patienten ska inte uppleva någon ruseffekt. Biverkningar ska rapporteras. 
Svenska läkare kan förskriva medicinsk cannabis till svenska patienter, genom att ansöka om en licens hos Läkemedelsverket som gäller för den enskilda patienten. Det vanligaste preparatet som skrivs ut med sådan licens är Bediol, torkade växtdelar av växten Cannabis Sativa L. ‘Elida’. Den vanligaste behandlingsorsaken är neuropatisk smärta.

#### Traditionellt växtbaserat läkemedel
Cannabis är inte godkänt som traditionellt växtbaserat läkemedel. Rökning av växtdelar från cannabis är olagligt i Sverige, även om personen kan hänvisa till behov av smärtlindring eller någon annan medicinsk orsak.